# ألان واتسون
ألان واتسون (بالإنجليزية: Allan Watson)‏ (3 أغسطس 1948 - ) هو مدرب كرة قدم ولاعب كرة قدم بريطاني في مركز الهجوم. لعب مع نادي دمبرتون.